# Lacrosse ai Giochi della IV Olimpiade
Il torneo di lacrosse ai Giochi della IV Olimpiade fu il secondo torneo olimpico. Vi parteciparono solo le nazionali canadese e britannica, una squadra in meno rispetto alla III Olimpiade.
La finale venne disputata il 24 ottobre 1908 al White City Stadium di Londra.

## Risultati

### Finale
| Londra 24 ottobre 1908 | Regno Unito | 10 – 14 (1 - 5, 2 - 6, 7 - 9) | Canada | Stadio di White City |

## Classifica finale
| Classifica | Classifica    | Classifica |
| ---------- | ------------- | --- |
|            | Canada        | Paddy Brennan, Jack Broderick, Doc Campbell, Gus Dillon, Frank Dixon, Richard Duckett, Charles Fyon, Tom Gorman, Ernie Hamilton, Henny Hoobin, Andy Mara, Clary McKerrow, Dan McLeod, George Rennie, Sandy Turnbull                                                              |
|            | Regno Unito   | George Alexander, J. Alexander, L. Blockey, George Buckland, Eric Dutton, V. G. Gilbey, Sydney Hayes, F. S. Johnson, Wilfrid Johnson, Edward Jones, Reginald Martin, Gerald Mason, G. J. Mason, Johnson Parker-Smith, Charles Scott, H. Shorrocks, Norman Whitley, Hubert Ramsey |
|            | Non assegnato | |